# Newry and Mourne
Newry and Mourne var ett distrikt i Nordirland. Distriktets huvudort var Newry. Distriktet omfattade större delarna av grevskapen Down och Armaghs södra delar.
Vid folkräkningen 2001 hade 80,6 % katolsk bakgrund, vilket gör distriktet till det distrikt med högst andel med katolsk bakgrund i Nordirland.
I samband med en distriktsreform i Nordirland 1 april 2015 slogs distrikten Down och Newry and Mourne samman till distriktet Newry, Mourne and Down. 

## Orter
- Crossmaglen
- Newry
- Warrenpoint